# تاريخ نشر الصحف في الشرق الأوسط
يعود تاريخ نشر الصحف في الشرق الأوسط إلى القرن التاسع عشر. لم يكن العديد من المحررين صحفيين فحسب، بل كانوا أيضًا كتابًا وفلاسفة وسياسيين. من خلال المجلات غير الرسمية، شجع هؤلاء المثقفون الخطاب العام حول السياسة في الإمبراطوريتين العثمانية والفارسية. تم إجراء تسلسل للأعمال الأدبية من جميع الأنواع ونشرها في الصحافة أيضًا.

## الدولة العثمانية

### التأثير الأوروبي
كانت الصحف الأولى في الإمبراطورية العثمانية مملوكة لأجانب يعيشون هناك أرادوا نشر دعاية حول العالم الغربي. تم طبع أول صحيفة في سبتمبر 1795 من قبل قصر فرنسا في بيرا، أثناء سفارة ريموند دي فيرنيناك سان مور. كان يصدر كل أسبوعين تحت عنوان «نشرة الأخبار»، على ما يبدو، حتى مارس 1796. بعد ذلك، نُشر تحت اسم «الجريدة الفرنسية للقسطنطينية» من سبتمبر 1796 إلى مايو 1797، و «ميركيور أورينتال» من مايو إلى يوليو 1797. كان الغرض الرئيسي منه هو نقل المعلومات حول سياسة فرنسا ما بعد الثورة للأجانب الذين يعيشون في اسطنبول. لذلك، كان لها تأثير ضئيل على السكان المحليين.
في عام 1800، أثناء الاحتلال الفرنسي لمصر، تم التخطيط لإصدار صحيفة باللغة العربية، «التنبيه»، بهدف نشر المثل العليا للثورة الفرنسية في مصر. أسسها الجنرال جاك فرانسوا مينو، الذي عين إسماعيل الخشاب محررًا لها. ومع ذلك، هناك شك في أن الصحيفة قد تمت طباعتها بالفعل. استسلم مينو في النهاية بعد أن حاصرت القوات البريطانية الإسكندرية عام 1801.
في عام 1828، الخديوي مصر محمد علي أمر، كجزء من إصلاحات جذرية أنه ينفذ في المحافظة،  إنشاء الجريدة المحلية من الوقائع المصرية (الشؤون المصرية)، وكتب في التركية العثمانية في واحد عمود مع ترجمة عربية في العمود الثاني (كان النص التركي العثماني في العمود الأيمن والنص العربي في العمود الأيسر). تم تحريره فيما بعد باللغة العربية فقط، تحت العنوان العربي «الوقائع المصرية».قالب:Tall imageصدرت أول جريدة رسمية للدولة العثمانية عام 1831 بأمر من محمود الثاني. كان عنوانها «مراقب عثماني»، ربما في إشارة إلى صحيفة الشاشة العالمية الفرنسية. كانت أعدادها الأسبوعية مكتوبة بالفرنسية ومحررها الكسندر بلاكو على حساب الباب العالي. بعد بضعة أشهر، أصدر قانون من السلطان بنشر جريدة تركية باسم «تقويم وقايع» (تقويم الشؤون)، والتي من شأنها أن تترجم فعليًا مراقب عثماني، وصدرت بشكل غير منتظم حتى 4 نوفمبر 1922. ونشرت فيه قوانين وقرارات السلطان وأوصاف احتفالات البلاط.
أول صحيفة تركية غير رسمية، سجل الأحداث، نشرها رجل إنجليزي، ويليام تشرشل، في عام 1840. أول صحيفة خاصة يصدرها الصحفيون الأتراك، مترجم الأحداث، أسسها إبراهيم شيناسي وآغا أفندي وصدرت في أكتوبر 1860؛ صرح المالكون أن «حرية التعبير هي جزء من الطبيعة البشرية»، وبالتالي بدء عصر الصحافة الحرة المستوحاة من المثل العليا لعصر التنوير الفرنسي في القرن الثامن عشر. في غضون ذلك، أسس الشاعر السوري رزق الله حسون أول صحيفة خاصة مكتوبة باللغة العربية فقط، مرعة الأحول، عام 1855، لكن السلطات العثمانية أوقفتها بعد عام بسبب نبرتها الانتقادية. فيما يتعلق بسياساتهم. بعد ذلك، ازدهرت العديد من الصحف في المقاطعات. صدر قانون جديد للصحافة مستوحى من القانون الفرنسي، لوائح الصحافة، في عام 1864، مصحوبًا بإنشاء مكتب للرقابة.

### نساء
من أوائل النساء اللواتي وقعن على مقالاتها في الصحافة العربية هي الطبيبة جليلة تمراهان، التي ساهمت بمقالات في المجلة الطبية يعصب الطب (رائدة في الطب) في ستينيات القرن التاسع عشر. يبدو أن الكاتبة والشاعرة السورية ماريانا مرّاش كانت أول امرأة تكتب في الصحف اليومية الصادرة باللغة العربية. نشرت الصحفية اللبنانية هند نوفل عام 1892 أول مجلة شهرية للمرأة، الفتح، في الإسكندرية، مصر.

## إيران
أول صحيفة في إيران، كاغذ اخبار (الجريدة)، أنشأها ميرزا صالح شيرازي للحكومة عام 1837. أرسل ولي العهد عباس ميرزا شيرازي للدراسة في إنجلترا عام 1815. خلال إقامته، أصبح شيرازي مهتمًا بالمطبعة التي استوردها إلى إيران.
تم نشر دورية أختار (ستار) من عام 1876 إلى عام 1896. أول وسيط صحفي غير رسمي، نُشر يوميًا تقريبًا، وبعد ذلك مرتين - وفي النهاية مرة واحدة في الأسبوع. امتد توزيع هذه المجلة من العديد من مدن إيران والإمبراطورية العثمانية إلى القوقاز وجنوب شرق آسيا. كانت بمثابة لسان حال للإيرانيين في الخارج واستخدمتها السفارة الفارسية والقنصلية في إسطنبول كرسالة إخبارية. بعد اغتيال ناصر الدين شاه عام 1896، حظرت الحكومة العثمانية الصحيفة بشكل دائم.

## شبه الجزيرة العربية
ظهرت أولى المجلات في شبه الجزيرة العربية في الحجاز، بمجرد استقلالها عن الحكم العثماني، قرب نهاية الحرب العالمية الأولى. عندما أصبحت المنطقة تحت حكم المملكة العربية السعودية، ظهرت إحدى المجلات الحجازية، أم القرى (أم المدن)، الجريدة الرسمية للمملكة العربية السعودية. ظهرت صحيفتان يوميتان أخريان في الثلاثينيات: صوت الحجاز والمدينة المنورة. توقف نشرهما خلال الحرب العالمية الثانية ولكن كلاهما عادا إلى الظهور في جدة في عامي 1946 و 1947 على التوالي، حيث تم تغيير اسم الأول إلى «البلاد السعودية».